# Nikodem Ignacy Łoski
Nikodem Ignacy Łoski herbu Brodzic – generał adiutant królewski w 1775 roku, podstoli warszawski, komisarz cywilno-wojskowy warszawski w 1790 roku, konsyliarz konfederacji targowickiej ziemi warszawskiej.